# Lian ai tong gao
Lian ai tong gao (戀愛通告T, 恋爱通告S), noto anche con il titolo internazionale in lingua inglese Love in Disguise, è un film del 2010 interpretato, scritto e diretto da Leehom Wang.

## Trama
Du Minghan è un celebre cantante, che tuttavia – per stare vicino alla ragazza di cui si è innamorato – decide di fingersi uno studente di musica, dando vita a vari malintesi.

## Distribuzione
In Cina, la pellicola è stata distribuita a partire dal 12 agosto 2010 dalla China Film Group Corporation.